# Зал славы XRCO
Зал славы XRCO (англ. XRCO Hall of Fame) содержит список самых известных работ и работников индустрии развлечений для взрослых. Он управляется X-Rated Critics Organization, новые участники ежегодно объявляются на церемонии XRCO Award. Первая награда XRCO состоялась в Голливуде 14 февраля 1985 года. Участники должны быть работниками отрасли не менее десяти лет.
Члены зала перечислены в том порядке, в котором они были включены, с годом, когда это случилось, если он известен:

## Актёры
- 1985: Джон К. Холмс[3]
- 1985: Гарри Римс[3]
- 1985: Джеми Гиллис[3]
- 1985: Эрик Эдвардс[3]
- 1985: Джон Лесли[3]
- 1986: Пол Томас[4]
- 1988: Хершел Сэвадж[5]
- 1989: Джон Мартин[6][7]
- 1990: Джои Силвера[8][9][10]
- 1990: Рэнди Уэст[8][9][10]
- 1991: Рон Джереми[11]
- 1992: Майк Хорнер[12]
- 1993: Том Байрон[13]
- 1993: Марк Уаллис[13]
- 1995: Питер Норт[14]
- 1996: Бак Адамс[15]
- 1997: Дон Фернандо[англ.][16][17][18]
- 1999: Стив Дрейк[англ.][19][20]
- 2000: Шон Майклс[21][22][23][24]
- 2000: Т. Т. Бой[21][22][23][24]
- 2001: Рокко Сиффреди[25]
- 2001: Джейк Стид[фр.][25]
- 2002: Билли Ди[англ.][26]
- 2003: Рэнди Спирс[27][28]
- 2006: Марк Дэвис[29]
- 2006: Джон До[29]
- 2006: Блейк Палмер[англ.][29]
- 2007: Мистер Маркус[30][31][32][33]
- 2007: Стивен Сент-Круа[30][31][32][33]
- 2008: Кристоф Кларк[34]
- 2009: Лексингтон Стил[35]
- 2010: Эван Стоун[36][37]
- 2010: Эрик Эверхард[36][37]
- 2011: Мануэль Феррара[38][39]
- 2011: Дэйв Каммингс[38][39]
- 2012: Винс Войер[40]
- 2014: Марк Вуд[41]
- 2014: Тони Монтана[41]
- 2017: Эрик Мастерсон[4]
- 2018: Кайл Стоун[4]
- 2018: Мик Блу[4]
- 2018: Брэндон Айрон[4]
- 2019: Рамон Номар
- 2019: Джей Крю
- 2019: Стив Холмс
- 2020: Билл Бэйли
- 2023: Томми Пистол[42]
- 2023: Майкл Стефано[42]
- 2024: Томми Ганн[43]
- 2025: Джон Стронг[44]
- 2025: Пэт Майн[44]
- 2025: Пол Аллен[44]
- 2025: Дрю Блэк[44]
- 2025: Тим Вон Суайн[44]

## Актрисы
- 1985: Джорджина Спелвин[3]
- 1985: Тина Расселл[3]
- 1985: Рене Бонд[3]
- 1985: Мэрилин Чэмберс[3]
- 1985: Шэрон Торпе[3]
- 1986: Аннетт Хейвен[4]
- 1987: Лесли Бови[45]
- 1988: Шэрон Митчелл[5]
- 1988: Коллин Бреннан[5]
- 1989: Шарон Кейн[6][7]
- 1989: Глория Леонард[6][7]
- 1990: Кей Паркер[8][9][10]
- 1990: Сьюзен Макбейн[8][9][10]
- 1991: Сека[11]
- 1991: Вероника Харт[11]
- 1991: Эрика Бойер[11]
- 1992: Ванесса дель Рио[12]
- 1993: Дезри Кусто[13]
- 1993: Лиза де Лиу[13]
- 1994: Гипатия Ли[46]
- 1994: Деби Даймонд[46]
- 1995: Шанна Маккалау[14]
- 1995: Джинджер Линн[14]
- 1995: Кристи Кэнион[14]
- 1996: Эмбер Линн[15]
- 1996: Нина Хартли[15]
- 1997: Дезри Уэст[16][17][18]
- 1997: Джинна Файн[16][17][18]
- 1998: Бионка[47]
- 1998: Карина Коллинз[47]
- 1999: Келли Николс[19][20]
- 1999: Энни Спринкл[20]
- 1999: Барбара Дэр[19][20]
- 1999: Джесси Сент-Джеймс[19][20]
- 1999: Шона Грант[19][20]
- 1999: Линда Вонг[19][20]
- 2000: Тори Уэллс[21][22][23][24]
- 2000: Трейси Адамс[48]
- 2001: Порше Линн[25]
- 2002: Тери Вайгель[26]
- 2003: Эшлин Гир[27][28]
- 2003: Тиффани Майнкс[27][28]
- 2004: Селена Стил[49][50][51]
- 2005: Дженна Джеймсон[52][53]
- 2006: Кейша[29]
- 2006: Кайли Айрлэнд[29]
- 2007: Франческа Ли[30][31][32][33]
- 2007: Джанин[30][31][32][33]
- 2007: Серенити[30][31][32][33]
- 2008: Хлоя[34]
- 2008: Никки Дайэл[34][54][55]
- 2008: Шейла Лаво[34][54]
- 2008: Дженни Пеппер[4]
- 2008: Стефани Свифт[34]
- 2009: Джуэл Де’Найл[35]
- 2009: Энджел Келли[35]
- 2009: Лина Ла Бьянка[35]
- 2009: Мисси[35]
- 2009: Джоанна Сторм[35]
- 2009: Стейси Валентайн[35]
- 2010: Сансет Томас[36][37]
- 2010: Инари Вэш[36][37]
- 2010: Никки Чарм[36][37]
- 2010: Джада Файер[36][37]
- 2011: Рэйвинесс[38][39]
- 2011: Тришия Деверо[38][39]
- 2011: Джессика Дрейк[38][39]
- 2011: Линн Лемей[38][39]
- 2011: Джули Эштон[38][39]
- 2011: Аврора Сноу[38][39]
- 2012: Джулия Энн[40]
- 2012: Джесси Джейн[40]
- 2013: Белладонна[56]
- 2013: Лиза Энн[56][57]
- 2013: Александра Силк[56][57]
- 2014: Ребекка Барду[41]
- 2014: Тера Патрик[41]
- 2014: Сторми Дэниэлс[41]
- 2014: Тейлор Уэйн[41]
- 2015: Хьюстон[58]
- 2015: Мелисса Хилл[58]
- 2015: Карен Саммер[58]
- 2016: Бриана Бэнкс[59]
- 2016: Хиллари Скотт[59]
- 2017: Рэйлин
- 2017: Дарла Крейн
- 2017: Руби
- 2018: Девон
- 2018: Мики Линн
- 2018: Алексис Тексас
- 2019: Алана Эванс
- 2019: Феникс Мари
- 2019: Брэнди Лав
- 2020: Аса Акира
- 2020: Тори Блэк
- 2020: Анджела Уайт
- 2020: Кейтлин Эшли
- 2020: Ваниити
- 2021: Эшли Блу[60]
- 2021: Санни Лэйн[60]
- 2021: Кэти Морган[60]
- 2021: Райли Рид[60]
- 2021: Джинн Сильвер[англ.][60]
- 2021: Индия Саммер[60]
- 2022: Дана Деармонд[61]
- 2022: Хизер Хантер[61]
- 2022: Кайден Кросс[61]
- 2023: Саша Грей[42]
- 2023: Наташа Найс[42]
- 2023: Таня Тейт[42]
- 2024: Кэгни Линн Картер[43]
- 2024: Лекси Белл[43]
- 2024: Мисти Стоун[43]
- 2024: Селесте[43]
- 2024: Фелесиа[43]
- 2025: Бриттани Эндрюс[44]
- 2025: Трейси Аллен[44]

## Режиссёры

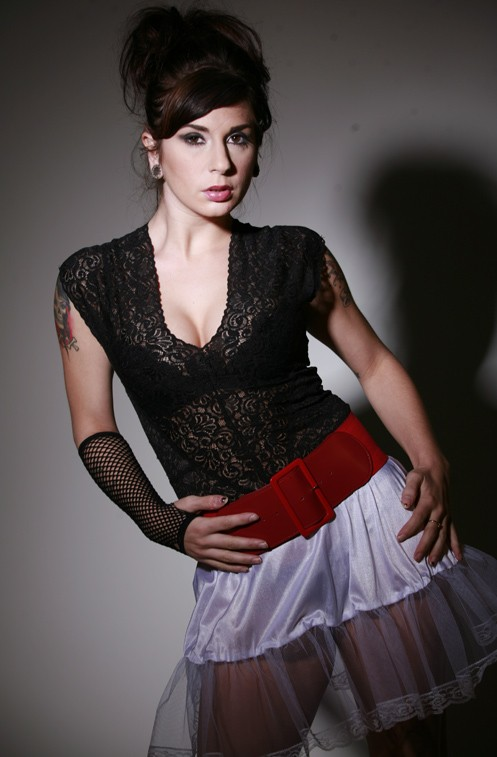
Джоанна Энджел

- 2013: Джонатан Морган[56][57]
- 2014: Аксель Браун[41]
- 2015: Stoney Curtis[англ.][58]
- 2016: Джоанна Энджел[62]
- 2022: Майк Квазар[61]
- 2022: Уэсли Эмерсон[61]
- 2022: Робби Ди[англ.][61]
- 2023: Крис Стримс[42]
- 2024: Майк Джон[43]
- 2025: Айван[44]

## «Пятое сословие» (электронные массмедиа)
- 1994: Reb Sawitz[46]
- 1994: Эл Голдстайн[46]
- 1994: William Rotsler[англ.][46]
- 1995: Джон Роуберри[14]
- 1996: Джим Саут[15]
- 1996: Ларри Флинт[17]
- 1997: Jared Rutter[16][18]
- 1998: Джереми Стоун[47]
- 2003: Сьюзи Брайт[27][28]
- 2005: Bill Liebowitz[англ.][50][52]
- 2005: Джим Холлидей[англ.][50][52]
- 2006: Doug Oliver[29]
- 2006: Данни Эйш[англ.][29]
- 2007: Майк Кернес[30][31][32][33]
- 2008: Пол Фишбейн[34]
- 2009: Roger T. Pipe[англ.][35]
- 2012: Den (cavr.com)[40]
- 2012: Tristan Taormino[англ.][40]
- 2015: Jim Dawson

## Кинорежиссёры
- 1985: Дэвид Ф. Фридман[англ.][3]
- 1985: Джерард Дамиано[3]
- 1985: Радли Мецджер[англ.] (Henry Paris)[3]
- 1986: Алекс де Ренци[4]
- 1986: Энтони Спинелли[4]
- 1986: Ховард Зьем[англ.] (Linus Gator)[4]
- 1987: Боб Чинн[англ.] (режиссёр)[45]
- 1987: Харольд Лайм[англ.] (продюсер)[45]
- 1988: The Mitchell Brothers[англ.][5]
- 1988: Сесил Ховард[англ.][5]
- 1989: Анри Пашар[6][7]
- 1989: Роберт МакКаллум[6][7]
- 1990: Erik Anderson[8][9]
- 1991: Чак Винсент[англ.][11]
- 1994: Фред Дж. Линкольн[англ.][46]
- 1994: Бобби Холландер[англ.][46]
- 1994: Брюс Севен[46]
- 1995: Джон Стальяно[14]
- 1996: Грегори Дарк[англ.][15]
- 1997: Майкл Карпентер[16][17][18]
- 1998: Кандида Ройэлл[47]
- 1999: Эд Пауэрс[19][20]
- 2000: Damon Christian[21][22][23][24]
- 2001: Патрик Коллинс[англ.][25]
- 2001: Джим Энрайт[англ.][25]
- 2002: Кирди Стивенс[англ.][26]
- 2003: Эндрю Блейк[27][28]
- 2004: Сеймор Батс[49][50][51]
- 2004: Джеймс Авалон[49][50][51]
- 2006: Майкл Нинн[29]
- 2007: Rinse Dream[30][31][32][33]
- 2008: Ричард Малер[34]
- 2008: Сьюз Рэндолл[34]
- 2009: Брэд Армстронг[35][63]
- 2009: Джулс Джордан[35]
- 2012: Майлз Лонг[40]
- 2012: Люк Уайлдер[англ.][40]
- 2013: Christian Mann[56][57]
- 2013: Родни Мур[англ.][56][57]

## Пионеры кино
- До 1989: Серена[4]
- До 1989: Дарби Ллойд Рейнс[англ.][4]
- 1989: Джордж С. Макдоналд[6]
- 1989: Сэнди Кэри[6]
- 1989: Санди Демпси[перс.][6]
- 1989: Рик Луц[6]
- 1989: Джесси Адамс[6]
- 1989: C. J. Laing[англ.][6]
- 1989: Синди Саммерс[6]
- 1989: Джонни Кейес[англ.][6]
- 1989: Ричард Мейлер[6]
- 1989: Уильям Марголд[англ.][6][7]
- 1990: Боб Восс[8][9]
- 1994: Джон Семан[перс.][46]
- 1994: Дэвид Кристофер[46]
- 1994: Майкл Моррисон[англ.][46]
- 1997: Titus Moody[16][18]
- 1999: Рой Карч[нем.][19][20]
- 1999: Джим Малибу[19][20]
- 1999: Джульет Андерсон[19][20]
- 1999: Бобби Астир[англ.][19][20]
- 1999: Джордж Пэйн[англ.][20]
- 2001: Dean Roberson[25]
- 2005: Jared Rutter[52]
- 2006: Ричард Пачеко[англ.][29]
- 2007: Лони Сандерс[нем.][30][31][32][33]
- 2007: Мэй Лин[нем.][30][31][32][33]
- 2008: R. Bolla[34]
- 2008: Эбигейл Клейтон[34]
- 2008: Марк Стивенс[англ.][34][54]
- 2008: Лиза Тэтчер[34]
- 2009: Канди Барбор[итал.][35]
- 2010: Майк Рейнджер[36][37]
- 2012: Ронда Джо Петти[40]
- 2014: Бриджит Ляэ[41]
- 2016: Констанс Мани[59]

## Фильмы (с годом выпуска)
- 1985: Deep Throat (1972)[3]
- 1985: Behind the Green Door (1972)[3]
- 1985: The Opening of Misty Beethoven (1976)[3]
- 1986: The Private Afternoons of Pamela Mann (1974)[4]
- 1986: Story of Joanna (1975)[4]
- 1986: Honeypie (1976)[4]
- 1987: The Devil in Miss Jones (1973)[45]
- 1987: Sensations (1975)[45]
- 1988: Femmes de Sade (1976)[5]
- 1988: Naked Came the Stranger (1975)[5]
- 1989: Wet Rainbow (1974)[6][7]
- 1989: 3 A.M. (1976)[6][7]
- 1989: Desires Within Young Girls (1977)[6][7]
- 1989: Barbara Broadcast (1977)[6][7]
- 1989: The Other Side of Julie (1978)[6][7]
- 1989: Take Off (1978)[6][7]
- 1989: Candy Stripers (1978)[6][7]
- 1989: Sex World (1978)[6][7]
- 1989: Easy (1979)[6][7]
- 1990: Babylon Pink (1979)[8][9][10]
- 1990: The Ecstasy Girls (1979)[8][9][10]
- 1990: Pretty Peaches (1978)[8][9][10]
- 1990: Eruption (1977)[8][9][10]
- 1991: Baby Face (1977)[11]
- 1991: Jack & Jill (1979)[11]
- 1991: Insatiable (1980)[11]
- 1991: Talk Dirty to Me (1980)[11]
- 1992: Nightdreams (1981)[12]
- 1992: Nothing to Hide (1981)[12]
- 1992: Randy the Electric Lady (1980)[12]
- 1993: Café Flesh (1982)[13]
- 1993: Outlaw Ladies (1981)[13]
- 1993: Platinum Paradise (1981)[13]
- 1994: All American Girls (1982)[46]
- 1994: Roommates (1981)[46]
- 1994: Sexcapades (1983)[46]
- 1995: Bad Girls (1981)[14]
- 1995: Every Woman Has a Fantasy (1984)[14]
- 1995: Firestorm (1984)[14]
- 1996: New Wave Hookers (1985)[15]
- 1996: Night Hunger (1983)[15]
- 1997: Taboo (1980)[17]
- 1997: Little Girls Blue (1978)[17]
- 1997: Taboo American-Style (1985)[17]
- 1998: Dangerous Stuff (1985)[47]
- 1998: White Bun Busters (1986)[47]
- 1998: Loose Ends (1985)[47]
- 1998: Mary! Mary! (1987)[47]
- 1998: Dixie Ray Hollywood Star (1983)[47]
- 1999: Her Name was Lisa (1979)[20]
- 1999: Aerobisex Girls (1983)[20]
- 2001: Anna Obsessed (1977)[24]
- 2001: The Catwoman (1988)[24]
- 2001: Buttman's Ultimate Workout (1990)[25]
- 2001: The Chameleon (1989)[25]
- 2001: Hot Pursuit (1983)[25]
- 2002: The Big Thrill (1989)[26]
- 2002: Night Trips[нем.] (1989)[26]
- 2003: The Dancers (1981)[28]
- 2003: Wild Goose Chase (1991)[28]
- 2003: Chameleons - Not The Sequel (1992)[28]
- 2004: Amanda By Night (1981)[50]
- 2004: Buttman’s European Vacation[нем.] (1991)[50]
- 2004: Black Throat (1985)[50]
- 2005: No films inducted.
- 2006: Face Dance Parts I, II (1993)[29]
- 2006: Justine - Nothing to Hide II (1994)[29]
- 2006: Neon Nights (1981)[29]
- 2007: Latex (1995 - Майкл Нинн - VCA)[30][31][32][33]
- 2008: Reel People[англ.] (1984)[34]
- 2008: Curse of the Catwoman (1992)[34]
- 2009: Dog Walker (1994)[35]
- 2010: Whispered Lies (1993)[36][37]
- 2011: фильмы не включались.
- 2012: фильмы не включались.
- 2013: The Fashionistas (2002)[56][57]
- 2014: Slave To Love (1993)[41]
- 2017: House of Dreams (1990)

## Преступники порно
- 2009: Макс Хардкор[35]

## Награда Палладина
- 1989: режиссёр Энтони Спинелли за Portrait of an Affair, один из немногих 35-миллиметровых фильмов, выпущенных в 1988 году[6].
- 1989: Arrow Film and Video[6]
- 1990: Caballero Home Video[англ.]
- 1990: Джим Макридинг[9][10]
- 1990: Hustler Режиссёр жёстких видео Jean-Pierre Ferrand[9][10]
- 1990: Ветеран порно Эрик Эдвардс за то, что стал первым в отрасли четырёхдесятилетним исполнителем (1960-е–90-е)[9][10]

## Специальные награды
- 1995: Майкл Кейтс[4]
- 1995: Carl Esser[4]
- 2007: Анна Малле[30][31][32][33]
- 2007: Кристи Лейк (актриса, режиссёр, сторонник индустрии)[30][31][32][33]
- 2008: H. Lewis Sirkin[34]
- 2010: Фил Харви – Adam & Eve Pictures[36][37]
- 2011: Peter van Aarle[38][39]

## Выбор членов XRCO
- 2007: Азия Каррера[30][31][32][33]

## Другие
- 2021: Марк Шпиглер[англ.][60]
- 2024: Джеймс Бартолет[43]
- 2025: Дёрти Боб[44]